# Ranaks naturreservat
Ranaks naturreservat är ett naturreservat i Arjeplogs kommun i Norrbottens län.
Området är naturskyddat sedan 2024 och är 408 hektar stort. Reservatet ligger sydost om Arjeplog och består av granskog med inslag av tall och mellan topparna våtmarker och sjön Långtjärnen.